# Delano (California)
Delano è una città degli Stati Uniti d'America, situata nella California, nella contea di Kern, circa 230 km a nord di Los Angeles.